# Olympische Sommerspiele 1992/Leichtathletik – 400 m Hürden (Frauen)

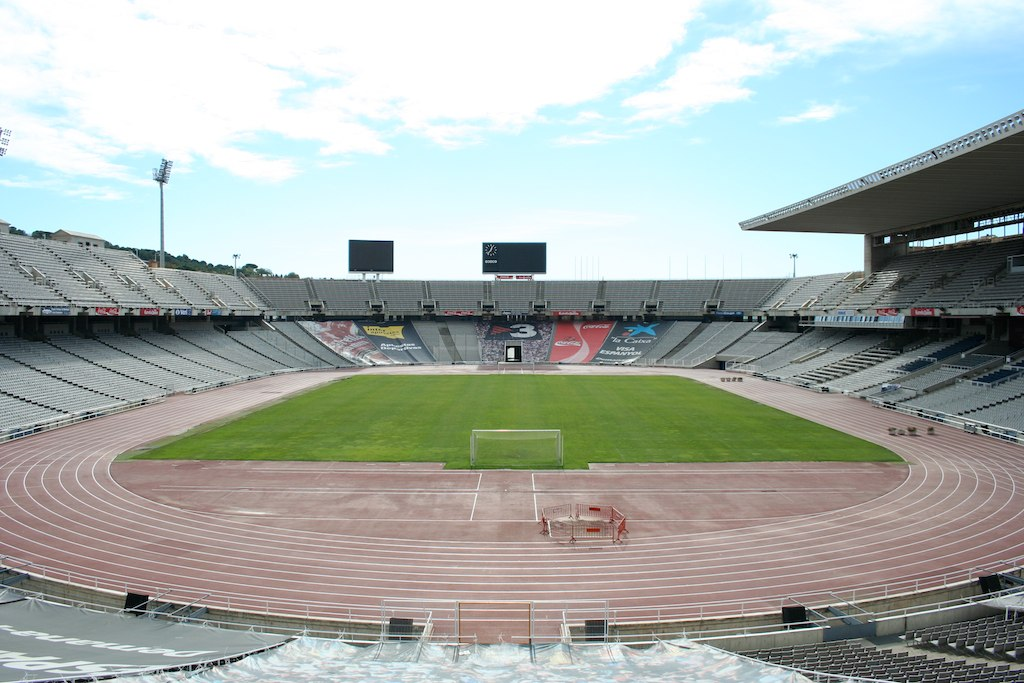
Das Olympiastadion von Barcelona im Jahr 2008

Der 400-Meter-Hürdenlauf der Frauen bei den Olympischen Spielen 1992 in Barcelona wurde am 2., 3. und 5. August 1992 in drei Runden im Olympiastadion Barcelona ausgetragen. 27 Athletinnen nahmen teil.
Olympiasiegerin wurde Sally Gunnell aus Großbritannien. Sie gewann vor den beiden US-Amerikanerinnen Sandra Farmer-Patrick und Janeene Vickers.
Für Deutschland gingen Heike Meißner und Silvia Rieger an den Start. Rieger scheiterte in der Vorrunde, Meißner schied im Halbfinale aus.

Athletinnen aus der Schweiz, Österreich und Liechtenstein nahmen nicht teil.

## Aktuelle Titelträgerinnen
| Olympiasiegerin 1988                      | Debbie Flintoff-King ( Australien)   | 53,17 s     | Seoul 1988            |
| Weltmeisterin 1991                        | Tazzjana Ljadouskaja ( Sowjetunion)  | 53,11 s     | Tokio 1991            |
| Europameisterin 1990                      | Tazzjana Ljadouskaja ( Sowjetunion)  | 53,62 s     | Split 1990            |
| Panamerikanische Meisterin 1991           | Lency Montelier ( Kuba)              | 57,34 s     | Havanna 1991          |
| Zentralamerika und Karibik-Meisterin 1991 | Deon Hemmings ( Jamaika)             | 57,64 s     | Xalapa 1991           |
| Südamerika-Meisterin 1991                 | Liliana Chalá ( Ecuador)             | 57,16 s     | Manaus 1991           |
| Asienmeisterin 1991                       | Huang Yanhong ( Volksrepublik China) | 57,29 s     | Kuala Lumpur 1991     |
| Afrikameisterin 1992                      | Myrtle Bothma ( Südafrika)           | 56,02 s     | Belle Vue Maurel 1992 |
| Ozeanienmeisterin 1990                    | Lily Tua ( Papua-Neuguinea)          | 1:04,31 min | Suva 1990             |

## Bestehende Rekorde
| Weltrekord         | 52,94 s | Marina Stepanowa ( Sowjetunion)    | Taschkent, Sowjetunion (heute Usbekistan) | 17. September 1986 |
| Olympischer Rekord | 53,17 s | Debbie Flintoff-King ( Australien) | Finale OS Seoul, Südkorea                 | 28. September 1988 |

Der bestehende olympische Rekord wurde bei diesen Spielen nicht erreicht. Die schnellste Zeit erzielte die britische Olympiasiegerin Sally Gunnell mit 53,23 s im Finale. Den olympischen Rekord verfehlte sie dabei nur um sechs Hundertstelsekunden, den Weltrekord um 29 Hundertstelsekunden.

## Vorrunde
Datum: 2. August 1992, 11:00 Uhr
Die Athletinnen traten insgesamt vier Vorläufen an. Für das Halbfinale qualifizierten sich pro Lauf die ersten drei Sportlerinnen. Darüber hinaus kamen die vier Zeitschnellsten, die sogenannten Lucky Loser, weiter. Die direkt qualifizierten Läuferinnen sind hellblau, die Lucky Loser hellgrün unterlegt.

### Vorlauf 1
| Platz | Name                  | Nation         | Zeit    |
| ----- | --------------------- | -------------- | ------- |
| 1     | Sandra Farmer-Patrick | USA            | 55,12 s |
| 2     | Margarita Ponomarjowa | EUN            | 55,36 s |
| 3     | Myrtle Bothma         | Südafrika      | 55,60 s |
| 4     | Rosey Edeh            | Kanada         | 55,66 s |
| 5     | Louise Fraser         | Großbritannien | 57,49 s |
| DNF   | Addo Ndala            | Republik Kongo |         |
| DNF   | Linda Kisabaka        | Deutschland    |         |

### Vorlauf 2

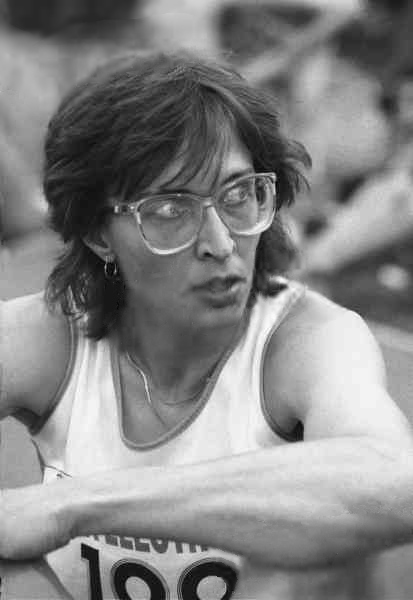
Nicoleta Căruţaşu – ausgeschieden als Fünfte des zweiten Vorlaufs

| Platz | Name                 | Nation         | Zeit    |
| ----- | -------------------- | -------------- | ------- |
| 1     | Tazzjana Ljadouskaja | EUN            | 55,03 s |
| 2     | Heike Meißner        | Deutschland    | 55,62 s |
| 3     | Gowry Retchakan      | Großbritannien | 55,62 s |
| 4     | Monica Westén        | Schweden       | 56,68 s |
| 5     | Nicoleta Căruţaşu    | Rumänien       | 57,18 s |
| 6     | Marta Moreira        | Portugal       | 58,24 s |
| 7     | Liliana Chalá        | Ecuador        | 58,55 s |

### Vorlauf 3
| Platz | Name                | Nation   | Zeit        |
| ----- | ------------------- | -------- | ----------- |
| 1     | Janeene Vickers     | USA      | 55,24 s     |
| 2     | Wera Ordina         | EUN      | 55,48 s     |
| 3     | Deon Hemmings       | Jamaika  | 55,48 s     |
| 4     | Nezha Bidouane      | Marokko  | 55,95 s     |
| 5     | Frida Johansson     | Schweden | 56,13 s     |
| 6     | Donalda Duprey      | Kanada   | 56,37 s     |
| 7     | Mary-Estelle Kapalu | Vanuatu  | 1:00,97 min |

### Vorlauf 4
| Platz | Name                  | Nation         | Zeit    |
| ----- | --------------------- | -------------- | ------- |
| 1     | Sally Gunnell         | Großbritannien | 54,98 s |
| 2     | Irmgard Trojer        | Italien        | 55,49 s |
| 3     | Tonja Buford          | USA            | 56,35 s |
| 4     | Silvia Rieger         | Deutschland    | 56,61 s |
| 5     | Miriam Alonso Manteca | Spanien        | 57,66 s |
| 6     | Gail Luke             | Australien     | 58,32 s |
| 7     | Reawadee Srithoa      | Thailand       | 58,80 s |

## Halbfinale
Datum: 3. August 1992, 21:45 Uhr
Aus den beiden Halbfinals qualifizierten sich die jeweils ersten vier Läuferinnen das Finale (hellblau unterlegt).

### Lauf 1

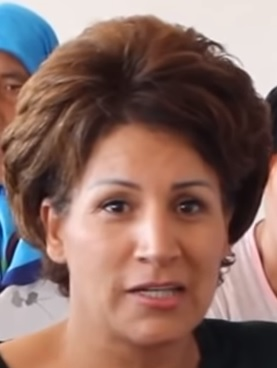
Nezha Bidouane – später unter anderem Weltmeisterin von 1997 und 2001 – scheiterte hier als Fünfte des ersten Halbfinals

| Platz | Name            | Nation         | Zeit    |
| ----- | --------------- | -------------- | ------- |
| 1     | Sally Gunnell   | Großbritannien | 53,78 s |
| 2     | Wera Ordina     | EUN            | 54,37 s |
| 3     | Janeene Vickers | USA            | 54,67 s |
| 4     | Deon Hemmings   | Jamaika        | 54,70 s |
| 5     | Nezha Bidouane  | Marokko        | 55,08 s |
| 6     | Heike Meißner   | Deutschland    | 55,35 s |
| 7     | Frida Johansson | Schweden       | 55,85 s |
| 8     | Donalda Duprey  | Kanada         | 56,30 s |

### Lauf 2
| Platz | Name                  | Nation         | Zeit    |
| ----- | --------------------- | -------------- | ------- |
| 1     | Sandra Farmer-Patrick | USA            | 53,90 s |
| 2     | Margarita Ponomarjowa | EUN            | 53,98 s |
| 3     | Tazzjana Ljadouskaja  | EUN            | 54,53 s |
| 4     | Myrtle Bothma         | Südafrika      | 54,53 s |
| 5     | Gowry Retchakan       | Großbritannien | 54,63 s |
| 6     | Tonja Buford          | USA            | 55,04 s |
| 7     | Rosey Edeh            | Kanada         | 55,76 s |
| 8     | Irmgard Trojer        | Italien        | 56,34 s |

## Finale
Datum: 5. August 1992, 19:40 Uhr
| Platz | Name                  | Nation         | Zeit    |
| ----- | --------------------- | -------------- | ------- |
| 1     | Sally Gunnell         | Großbritannien | 53,23 s |
| 2     | Sandra Farmer-Patrick | USA            | 53,69 s |
| 3     | Janeene Vickers       | USA            | 54,31 s |
| 4     | Tazzjana Ljadouskaja  | EUN            | 54,31 s |
| 5     | Wera Ordina           | EUN            | 54,83 s |
| 6     | Margarita Ponomarjowa | EUN            | 54,83 s |
| 7     | Deon Hemmings         | Jamaika        | 55,58 s |
| DNF   | Myrtle Bothma         | Südafrika      |         |

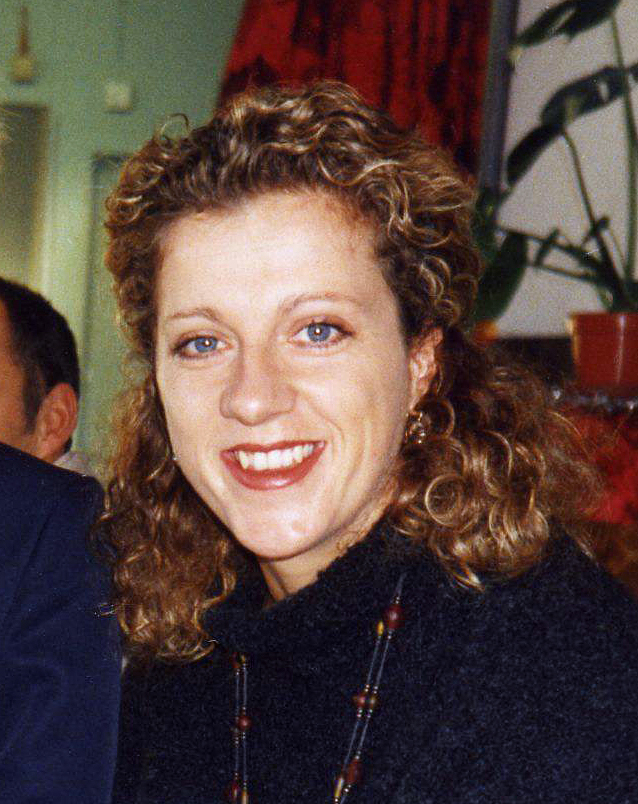
Olympiasiegerin Sally Gunnell

Für das Finale hatten sich drei Athletinnen des Vereinten Teams und zwei US-Amerikanerinnen qualifiziert. Komplettiert wurde das Finalfeld durch je eine Starterin aus Jamaika, Südafrika und Großbritannien.
Es wurde ein Duell zwischen der Welt- und Europameisterin Tazzjana Ljadouskaja und der Weltjahresbesten Sandra Farmer-Patrick erwartet. Auch die Britin Sally Gunnell wurde als Vizeweltmeisterin hoch eingeschätzt.
Im Finale übernahm Farmer-Patrick an der dritten Hürde die Führung. Doch ab der neunten Hürde verlor sie ihren Rhythmus. In der Zielkurve stürzte die Südafrikanerin Myrtle Bothma und musste das Rennen aufgeben. Zu Beginn der Zielgeraden lagen Farmer-Patrick und Gunnell gleichauf an der Spitze. Nur ganz knapp dahinter folgte die US-Amerikanerin Janeene Vickers, die nun aber nachließ und ihre beiden Konkurrentinnen ziehen lassen musste. Vierte war zunächst noch Wera Ordina, die für das Vereinte Team am Start war. Hinter ihr bekam Ljadouskaja ihre zweite Luft und machte viel Boden gut. Um Gold kämpften nur noch Gunnell und Farmer-Patrick. Sally Gunnell war am Ende stärker und siegte mit 46 Hundertstelsekunden Vorsprung vor Sandra Farmer-Patrick. Über den Gewinn der Bronzemedaille musste das Zielfoto zwischen Vickers und Ljadouskaja entscheiden. Janeene Vickers gewann schließlich diese Medaille mit einem Vorsprung im Tausendstelbereich. Tazzjana Ljadouskajas musste sich trotz ihres starken Angriffs auf der Zielgeraden mit Rang vier begnügen. Wera Ordina wurde Fünfte vor der ebenfalls für das Vereinte Team laufenden Margarita Ponomarjowa.

## Videolinks
- Sally Gunnell wins 400m Hurdles Gold - Barcelona 1992 Olympics, youtube.com, abgerufen am 25. Dezember 2021
- 3869 Olympic Track & Field 1992 400m Hurdles Women, youtube.com, abgerufen am 18. Februar 2018